# Аста Нільсен
А́ста Софі Амалія Ні́льсен (дан. Asta Sofie Amalie Nielsen; 11 вересня 1881, Копенгаген, Данія — 25 травня 1972, Фредеріксберг, Данія) — данська акторка німого кіно, яка отримала визнання в Німеччині.

## Життєпис
Аста Нільсен виросла в Швеції та Данії. Ще дитиною вона познайомилась зі світом театру. Від 1902 року Аста Нільсен постійно працювала в Копенгагені. Перший же фільм за її участі «Безодня» (Afgrunden, 1910) забезпечив їй та режисеру Урбану Ґаду контракт на виробництво декількох фільмів у Німеччині, який потім було подовжено до 1915 року.
Спочатку Аста Нільсен знімалася лише в фільмах свого чоловіка режисера Урбана Ґада. Це були переважно ролі суперечливих жінок, чия поведінка не відповідала суспільним нормам, як, до прикладу, в фільмі «Чужа птаха» (Der fremde Vogel, 1911) або «Бідна Дженні» (Die arme Jenny, 1912). Але Нільсен демонструвала також талант в комічних ролях: роль в фільмі «Янголятко» (Engelein, 1914) була настільки вдалою, що було відзнято продовження фільму.
1916 року Аста Нільсен поїхала до Данії й повернулася до Німеччини лише по закінченні Першої світової війни. Тепер вона знімалася переважно в екранізаціях літературних та драматичних творів. 1920-22 років вона виступила в ролі продюсера трьох власних фільмів, зігравши головну роль в одному з них, в «Гамлеті». Отримали визнання публіки образи жінок з нижчих прошарків суспільства, зіграні Астою Нільсен в «Безрадісному провулкові» (Die freudlose Gasse, 1925) Георга Вільгельма Пабста та «Трагедії про служниць» (Dirnentragödie, 1927) Бруно Рана.
У 1923—1930 роках була дружиною та партнером російського актора Григорія Хмари.
Аста Нільсен була визнаною зіркою німого кіно й вважалася однією з перших секс-символів. Її кінокар'єра закінчилася з появою звукового кіно, в якому вона знялася лише один раз. Нільсен повернулася до театру, а 1946 року оприлюднила автобіографію «Муза, що мовчить» (Die schweigende Muse).

## Фільмографія
1. 1925: Безрадісний провулок / Die freudlose Gasse — Марія Лехнер